# Servian
Servian is een gemeente in het Franse departement Hérault (regio Occitanie). De plaats maakt deel uit van het arrondissement Béziers. Servian telde op 1 januari 2022 5.427 inwoners.

## Geografie
De oppervlakte van Servian bedroeg op 1 januari 2022 40,61 vierkante kilometer; de bevolkingsdichtheid was toen 133,6 inwoners per km².

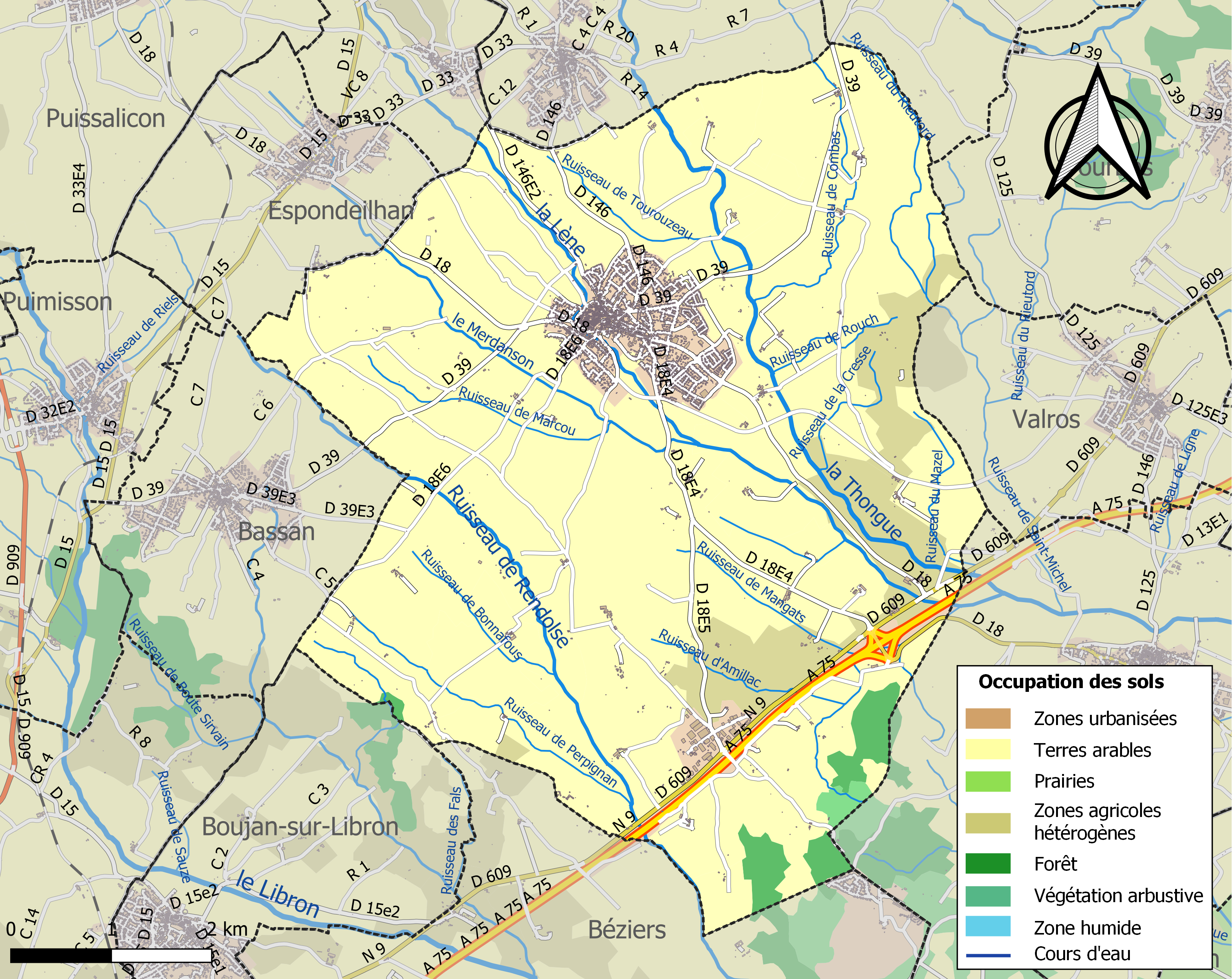
Kaart van de gemeente met belangrijkste infrastructuur, bodemgebruik en omliggende gemeenten

## Demografie
Onderstaande figuur toont het verloop van het inwonertal (bron: INSEE-tellingen).